# 地球にコンタクト
地球にコンタクト（ちきゅうにコンタクト）は、NHK教育テレビで放送された環境教育番組である。

## 概要
地球の環境問題をこどもにわかりやすく解説する教育番組である。アメリカのセサミワークショップが制作した。「6時だ!ETV」の夏休み特別編成で5回放送した。1993年1月より毎週金曜日18:00 - 18:30に放送した。

## 放送リスト
| 放送日        | タイトル                                        |
| ------------- | ----------------------------------------------- |
| 1992年8月3日  |                                                 |
| 1992年8月4日  | 水のふしぎ                                      |
| 1992年8月5日  | 石油がなくなる                                  |
| 1992年8月6日  | 消える熱帯雨林＜前編＞                          |
| 1992年8月7日  | 消える熱帯雨林＜後編＞                          |
| 1993年1月15日 | ふしぎ大陸 オーストラリア コアラ                |
| 1993年1月22日 | ふしぎ大陸 オーストラリア カンガルー            |
| 1993年1月29日 | ふしぎ大陸 オーストラリア カモノハシ ハリモグラ |
| 1993年2月5日  | 走れ!ロボット                                   |
| 1993年2月12日 | シャボン玉はなぜ丸い?                           |
| 1993年2月19日 | チューブのなぞ                                  |
| 1993年2月26日 | ねじれパワーの秘密                              |
| 1993年3月5日  | 南極の仲間たち                                  |
| 1993年3月12日 | カリブ海の巻き貝                                |
| 1993年3月19日 | ゴミはなくならない                              |